# 路德维希·冯·威斯特华伦
约翰·路德维希·冯·威斯特华伦（德語：Johann Ludwig von Westphalen；1770年7月11日—1842年3月3日）是德意志的一个自由派文官。他出生于布伦瑞克-沃尔芬比特尔亲王国黑尔姆施泰特县埃尔姆山畔博尔努姆。他的父亲菲利普·冯·威斯特华伦在七年战争时期是普鲁士王国将领、不伦瑞克公爵斐迪南的谋士，1764年，获得低等贵族头衔“埃德勒”，该头衔后由路德维希继承。他毕业于卡罗林学院（今不伦瑞克工业大学的前身）。毕业后，先后在不伦瑞克公国、威斯特法伦王国和普鲁士王国的政府部门任职。1809年8月17日，任萨尔茨韦德尔副区长。1816年，他被调任至特里尔，在那里与海因里希·馬克思成为朋友。1834年12月3日，他退休，并被授予“御前政府顾问”的荣誉称号。他还获得四等红鹰勋章。最后，在特里尔逝世。
他结过两次婚，有3个儿子和4个女儿，包括斐迪南、路易丝（阿道夫·冯·克罗西克的妻子）、燕妮（卡尔·马克思的妻子）、埃德加。